# Амарфій Лілія Яківна
Лілія Яківна Амарфій (рос. Ли́лия Яковлевна Ама́рфий; *8 листопада 1949, Оргіїв, Молдавська РСР — †28 вересня 2010, Москва, Росія) — радянська і російська акторка театру і кіно та співачка. Народна артистка Росії (1998).